# Rue Cler
La rue Cler est une voie du 7e arrondissement de Paris, en France.

## Situation et accès

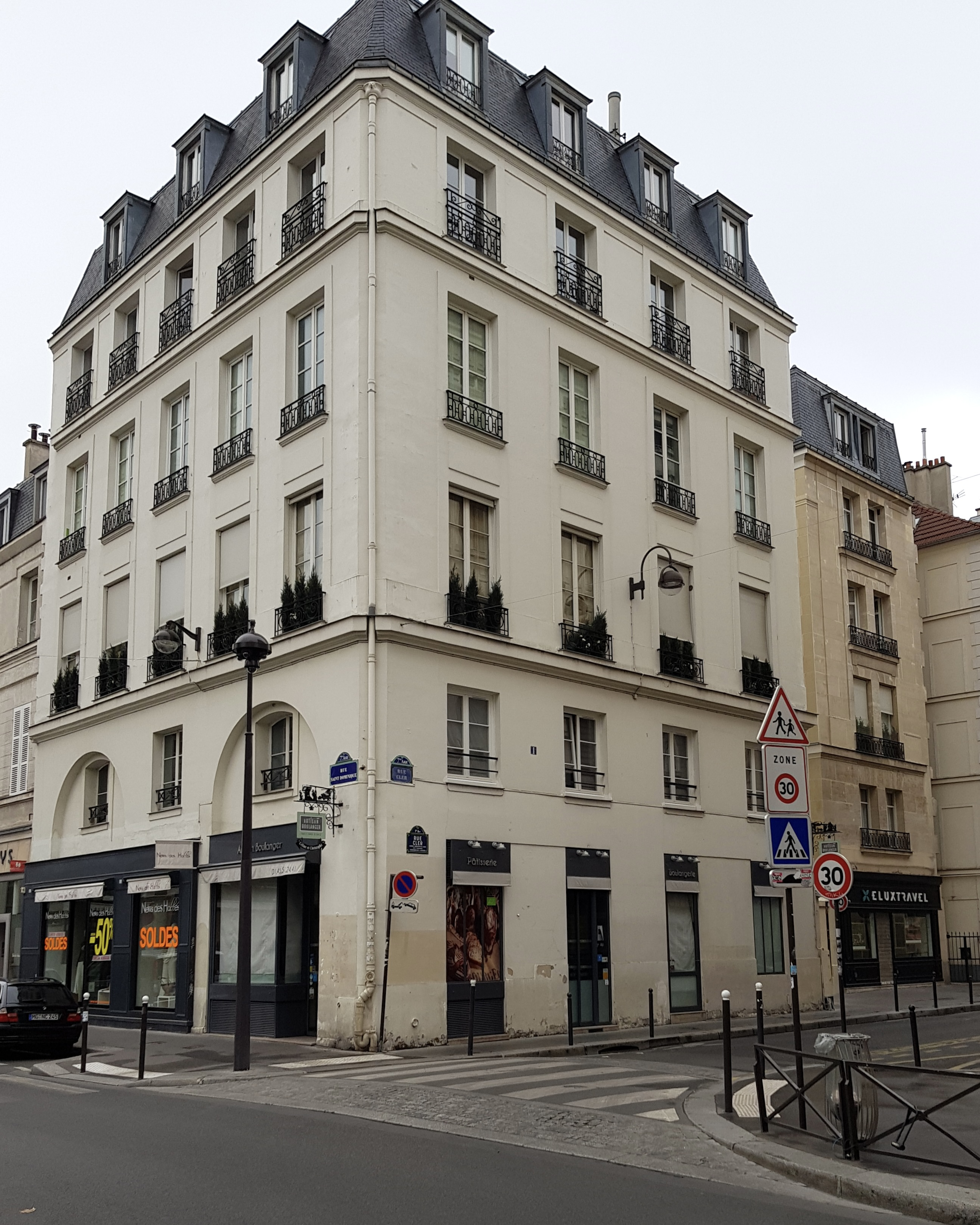
No 1.

La rue Cler est orientée globalement nord-sud, dans le 7e arrondissement de Paris, à mi-chemin entre l’hôtel des Invalides et le Champ-de-Mars. Elle débute au nord au niveau du 111, rue Saint-Dominique, en face de l’église Saint-Pierre-du-Gros-Caillou, et se termine 428 m au sud au niveau du 30, avenue de La Motte-Picquet.
Outre ces voies, la rue Cler est rejointe ou traversée par plusieurs rues perpendiculaires ; du sud au nord :
- nos 23-25 et 24-24 bis : rue de Grenelle ;
- nos 38-40 et 43-45 : rue du Champ-de-Mars ;
- nos 46-50 : rue Bosquet ;
- nos 54-56 : passage de la Vierge.

Au nord, elle est prolongée par la rue Pierre-Villey.
Entre la rue de Grenelle et l’avenue de La Motte-Piquet, la rue Cler est une voie piétonne. Elle est principalement dédiée aux commerces d'alimentation.
Le quartier est desservi par la ligne 8 aux stations École Militaire et La Tour-Maubourg.

## Origine du nom

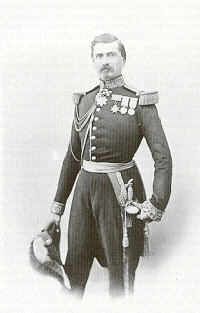
Jean Joseph Gustave Cler.

Elle porte le nom du général de brigade français Jean Joseph Gustave Cler (1814-1859), tué à la bataille de Magenta.

## Historique
La partie de la rue entre les rues de Grenelle et Saint-Dominique est créée en 1738. La partie entre la rue de Grenelle et l'avenue de La Motte-Picquet est ouverte en 1826.
Elle prend sa dénomination actuelle par un décret du 24 août 1864.
En 1895 sont annoncées la construction d’une école de filles rue Cler et la reconstruction de l’école maternelle existante pour un montant de 400 000 francs. 

## Bâtiments remarquables et lieux de mémoire

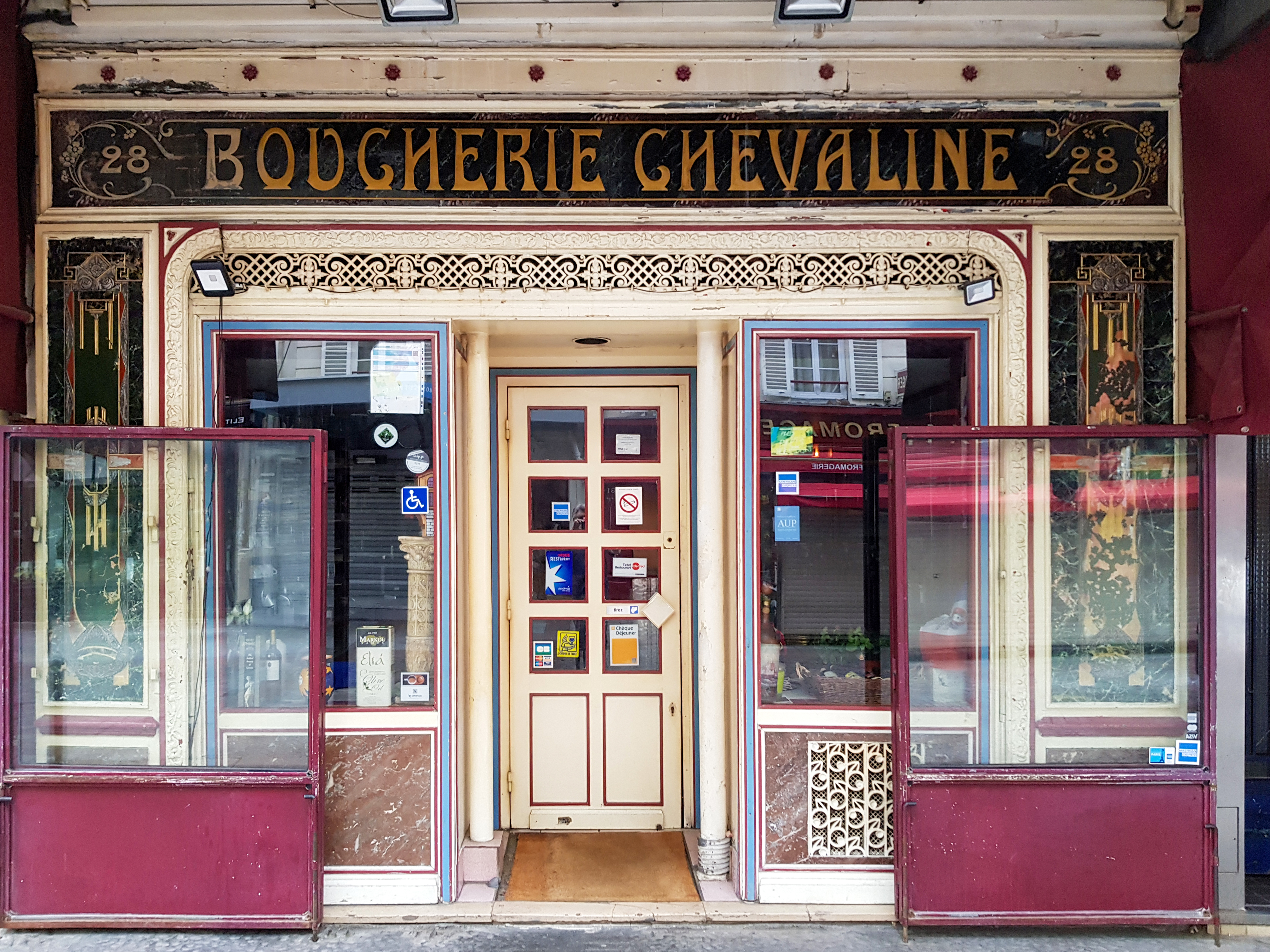
No 28 : ancienne boucherie chevaline.

La rue Cler comporte les édifices remarquables suivants :
- No 1 : maison d’angle de la fin du XVIIIe siècle caractéristique de l’ancien village du Gros-Caillou[2] ;
- No 4 : en 1885 se trouve à cette adresse un asile[3] ;
- Nos 4 et 6 : collège public Jules-Romains ;
- No 5 : chapelle ;
- No 15 : le président de la République Emmanuel Macron y a vécu jusqu'en 2017, en location[4],[5] ;
- No 20 : le Premier ministre François Bayrou y vit depuis 1997[4] ;
- No 28 : immeuble dont le rez-de-chaussée comporte une ancienne boucherie chevaline, installée entre 1925 et 1930, dont la devanture et le décor intérieur sont conservés[6].